# Rudolph Tegners museum

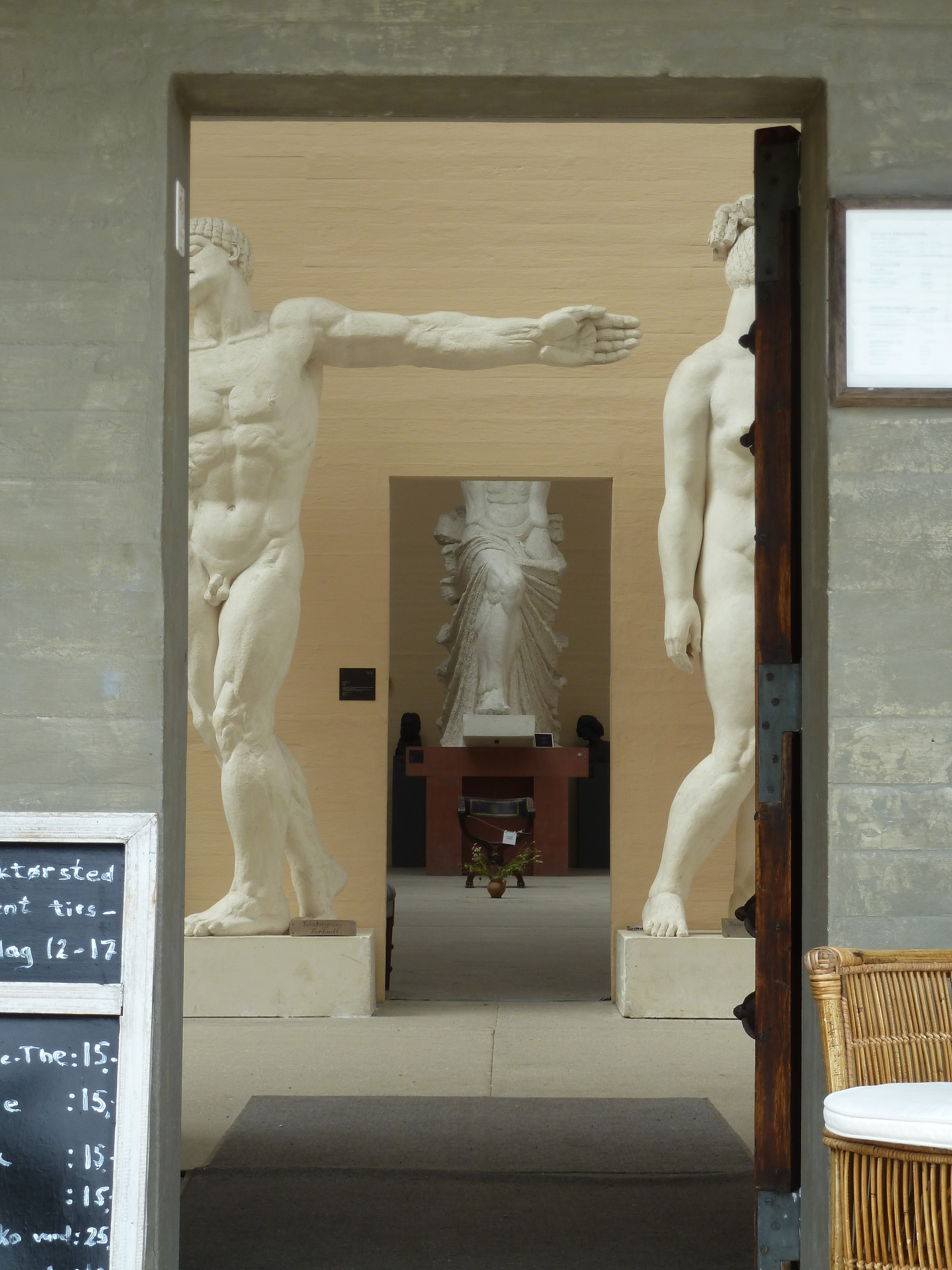
Entrén till museet.

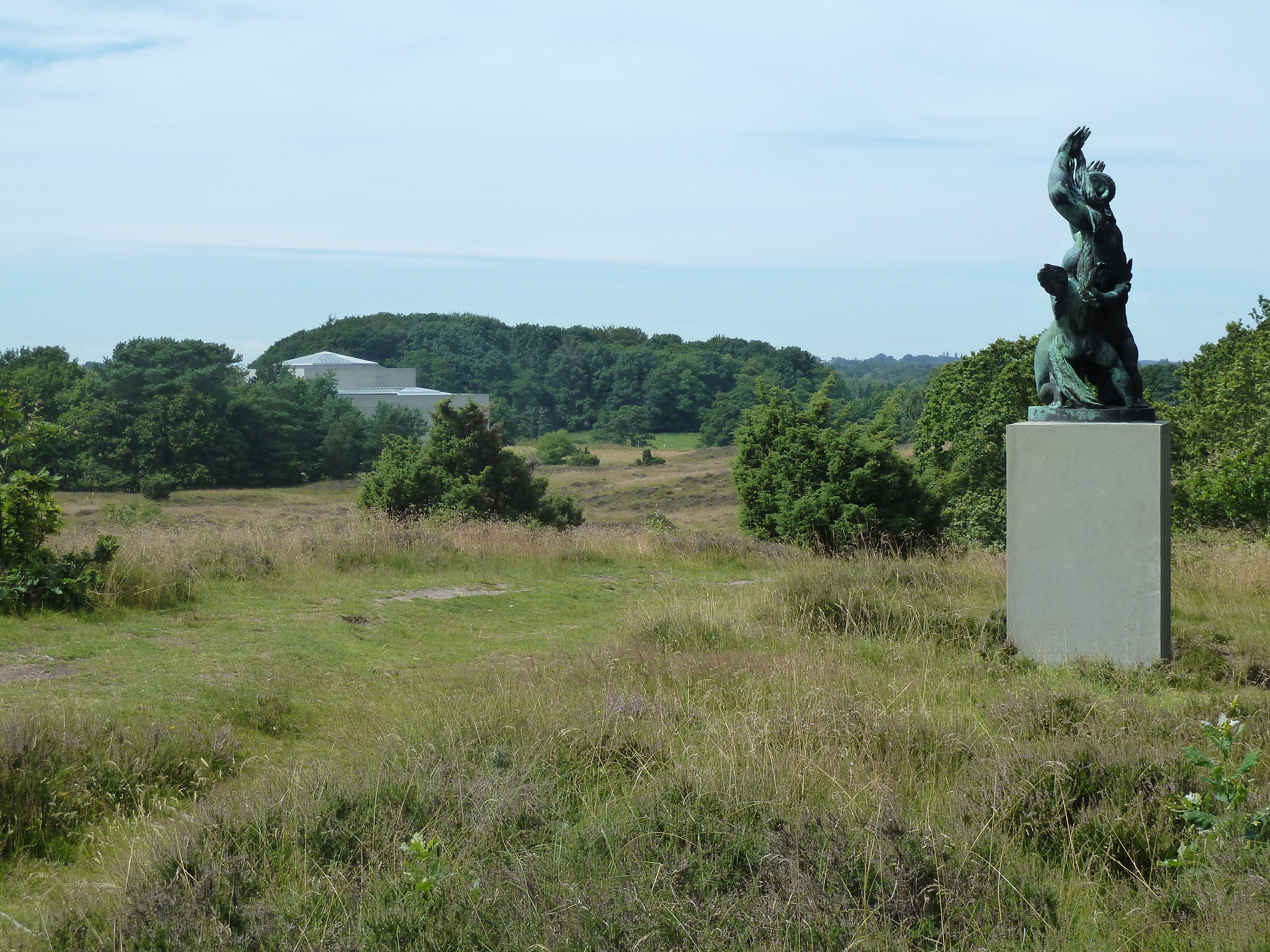
Skulpturparken med museibyggnaden i bakgrunden.

Rudolph Tegners museum är ett danskt personmuseum över skulptören Rudolph Tegner, lokaliserat söder om Dronningmølle i Gribskovs kommun i norra Själland i Danmark.
Rudolph Tegner köpte 1916 den centrala biten av det markområde som museet nu ligger på. Han reste där skulpturen Kung Oedipus och Antigone, varefter följde 1924 Lones enigma och andra. Han skänkte senare 17 hektar mark till danska staten.
Museet uppfördes efter Rudolphs Tegners egna ritningar med hjälp av arkitekten Mogens Lassen 1937–1938. Det renoverades 2003. Det är byggt i betong i en bunkerlik form. Det fanns krav å stora utrymmen för att inhysa Tegners ofta stora verk. Museets kärna är ett stort oktagonalt rum med elva meters takhöjd.
I museet finns omkring 250 verk av Tegner, samt maquetter i gips, lera, brons och marmor. Utanför finns 14 verk av Tegner.